# Van Buren Charter Township
Pour les articles homonymes, voir Van Buren.
Le Van Buren Charter Township, officiellement le Charter Township de Van Buren, est un township du comté de Wayne dans l'État américain du Michigan. La population était de 28 821 habitants au recensement de 2010. 
Le township de Van Buren Charter entoure la ville de Belleville, mais les deux sont administrés de manière autonome. Le lac Belleville (en) est sa caractéristique géographique principale, et le township abrite également l'Aéroport Willow Run (en), qui s'étend dans le township voisin d'Ypsilanti (en).

## Géographie
Selon le Bureau du recensement des États-Unis, le township a une superficie totale de 93,39 km², dont 87,98 km² de terre et 5,4 km² d'eau. 

## Histoire
En 1800, le colon Henry Snow est venu s'installer sur ce qui est aujourd'hui la frontière avec le township d'Ypsilanti, dans le comté de Washtenaw, qui s'appelait à l'origine Snow's Landing.
Une colonie de la rivière Huron a reçu un bureau de poste le 7 mai 1834 avec le nom de West Huron et le maître de poste Scott Vining. Le township a été formé par l'État en 1835 et a rapidement été rebaptisé au nom de Martin Van Buren, alors vice-président des États-Unis. Le nom du bureau de poste a également été modifié. Le 14 novembre 1838, le bureau de poste Van Buren fut transféré à Rawsonville et prit ce nom.
Le 25 octobre 1895, le bureau de poste de Rawsonville fut fermé, puis rouvert le 20 novembre 1895, avant de fermer à nouveau le 28 février 1902. En 1925, le French Landing Dam and Powerhouse (en) fut mis en place sur la rivière Huron, plaçant la majeure partie du village de Rawsonville sous les eaux du nouveau lac Belleville. Le seul signe visuel qu'un village se trouvait ici à un moment donné est le marqueur historique situé devant le McDonald's sur Rawsonville Road et en face de Grove Road. 

## Transport

### Routes
- I-94 (en)
- I-275
- US 12 (en)

### Aéroport
- Aéroport Willow Run (en)

## Économie
Le fabricant de pièces automobiles Visteon est basé dans le township de Van Buren. 
USA Jet Airlines (en) a son siège sur le terrain de l'aéroport de Willow Run et dans le township. 

## Galerie

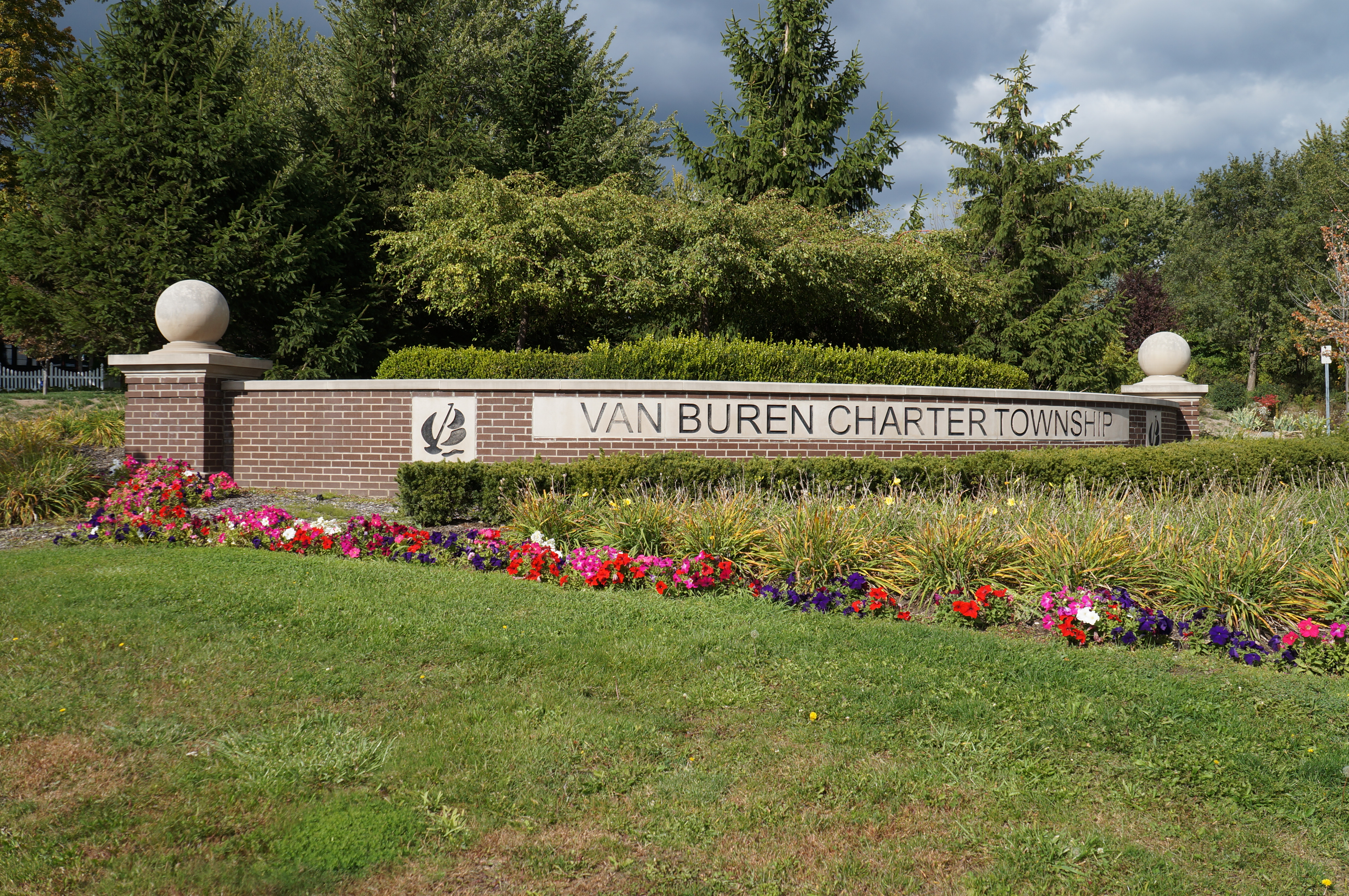
Township Van Buren : signe de bienvenue
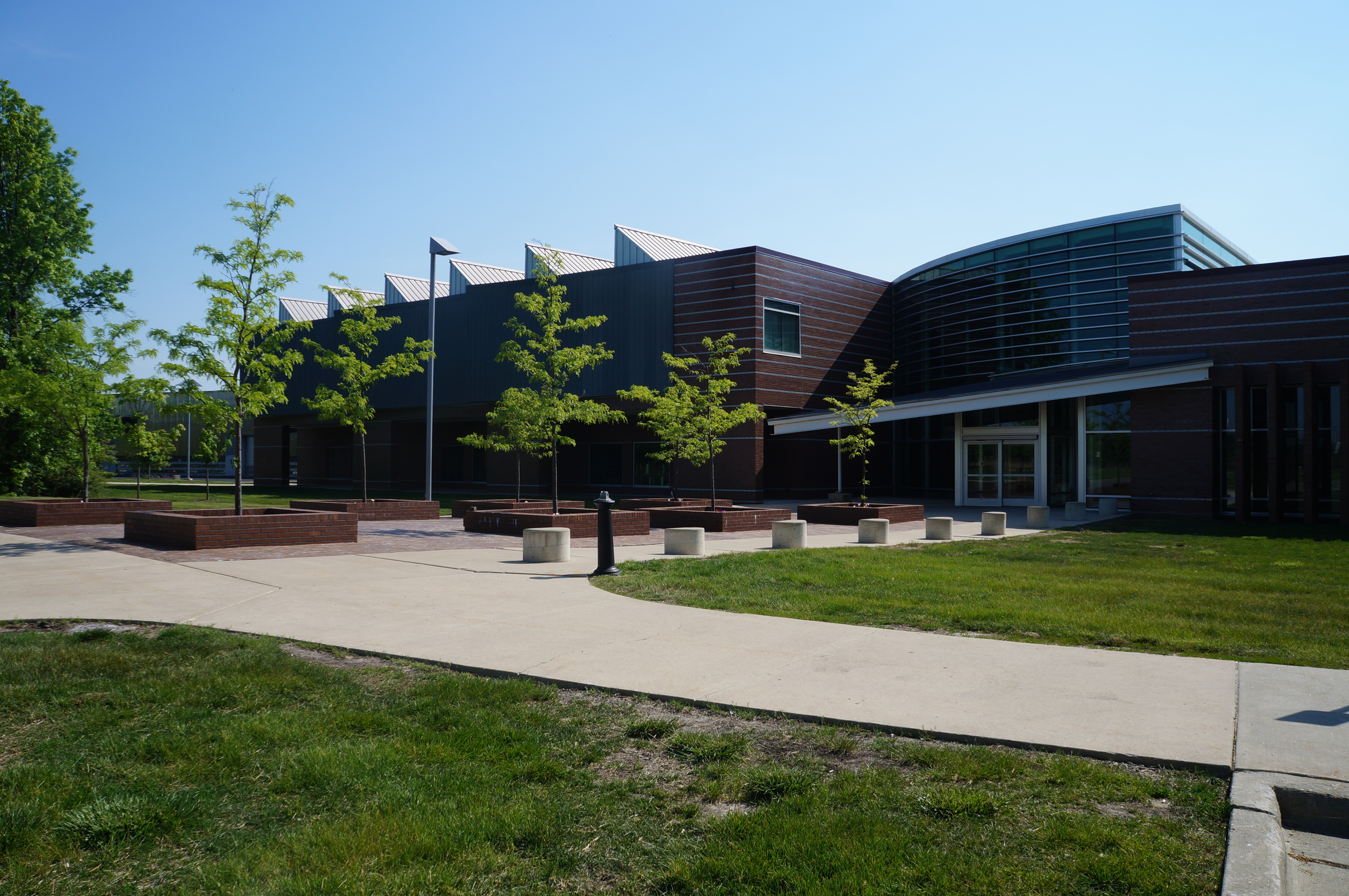
Collège communautaire du comté de Wayne (en), Université Mary Ellen Stempfle Centre Ouest
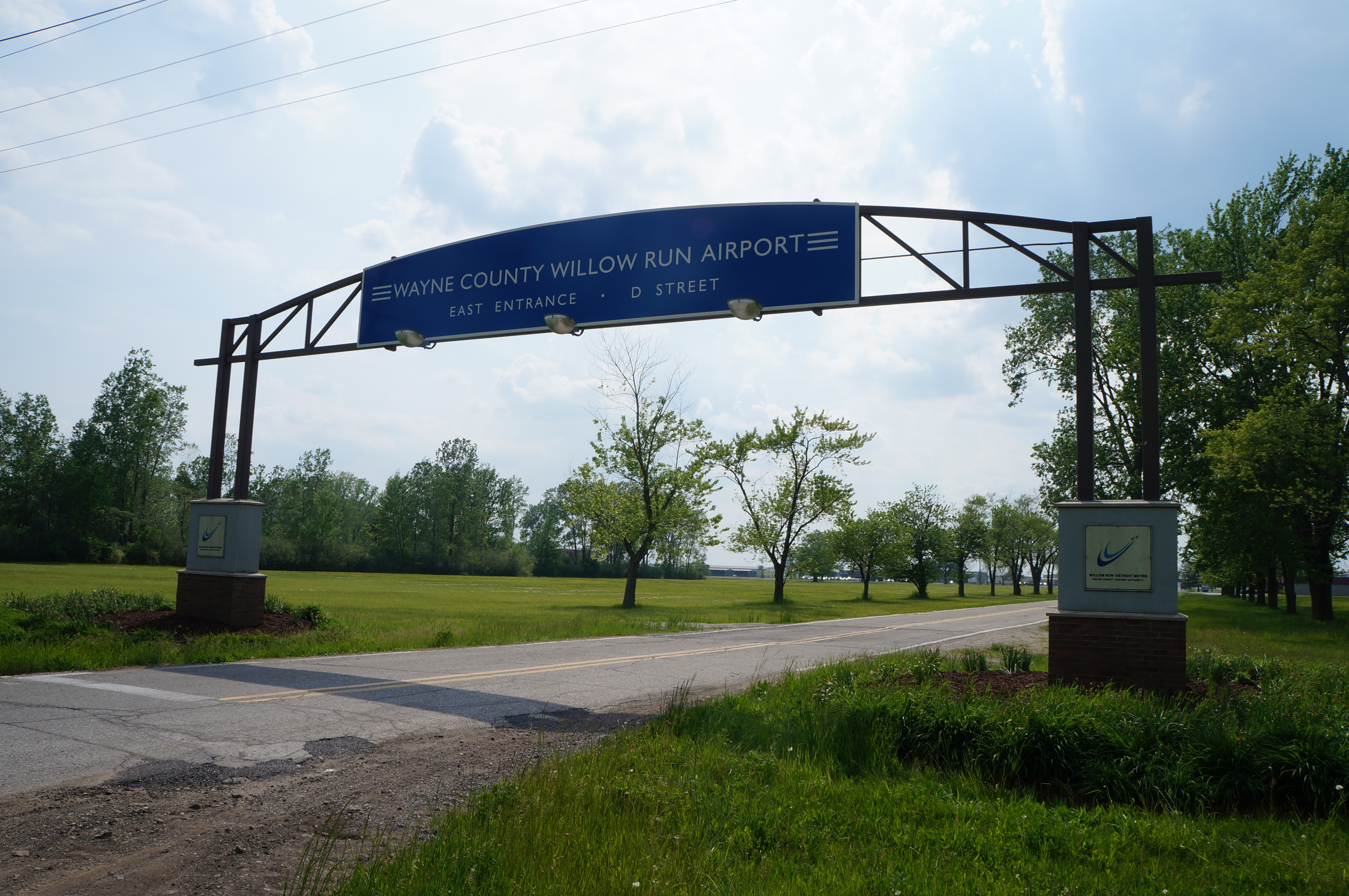
Aéroport Willow Run